# Анбарабад
Анбарабад (перс. عنبرآباد‎, ‘Anbarābād) — город в южной части Ирана, в остане Керман. Административный центр шахрестана Анбарабад. Расположен к юго-западу от города Джирофт. Экономика города основана на сельском хозяйстве. Несмотря на то, что большая часть территории Анбарабада представляет собой пустыню либо травянистую засушливую ранину, полоска земли между городом и автомобильной дорогой № 91 занята полями и имеет важное сельскохозяйственное значение.
До образования в 2003 году шахрестана Анбарабад город располагался на территории шахрестана Джирофт.
Население по данным на 2012 год составляет 21 043 человека; по данным переписи 2006 года оно насчитывало 18 590 человек.